# Fukoku kyōhei
Fukoku kyōhei (富国強兵?   "Enriquecer el país, fortalecer el Ejército"), originalmente una frase del antiguo escrito chino “La Guerra de los Estados Combatientes” (战国策 Zhan Guo Ce), fue el  eslogan nacional de Japón durante la Era Meiji, remplazando al Sonnō jōi (尊皇攘夷 Venera al Emperador, expulsa a los bárbaros).

## Origen
El eslogan fue el objetivo prioritario de los líderes Meiji. Fukoku kyôhei suponía la formulación de políticas muy ambiciosas para transformar la sociedad japonesa de tal manera que permitiese a Japón alcanzar el nivel de las potencias industrializadas occidentales. Aunque el gobierno jugó un importante papel creando el marco necesario para la industrialización, deshaciéndose de instituciones antiguas que eran un obstáculo para la industrialización y creando otra nuevas que facilitasen una modernización económica y política, las empresas privadas también desempeñaron un papel crítico en la inconfundible combinación de esfuerzos por parte de empresas públicas y privadas, más tarde criticado en los 80 como “Japan Inc.”. Esto simbolizó perfectamente el nacionalismo emergente en Japón.
Resultado de la Misión Iwakura a Europa, esta frase no solo expone los objetivos nacionales, sino también revela la preocupación acerca de la naturaleza depredadora de la política internacional de entonces. Tanto Ōkubo Toshimichi como Itō Hirobumi solicitaron consejo al Canciller alemán Otto von Bismarck; sus consejos convencieron a los líderes políticos de la Era Meiji de la necesidad de un Japón fuerte económica y militarmente y del nacionalismo para poder preservar su independencia.

## Objetivo
El objetivo dictado por el fukoku kyôhei llevó a una radical puesta a punto gubernamental. Okubo opinaba que el Gobierno Meiji debía jugar un papel fundamental y estableció un rumbo político muy definido. Apoyó las ideas de los mercantilistas y rechazó el libre mercado propuesto por Fukuzawa Yukichi. Ito Hirobumi también advirtió de los peligros del librecambismo, y abogó por establecer unos aranceles de protección para asegurar la prosperidad de las manufacturas locales. Sin embargo, cuando los aranceles quedasen desfasados, Japón debería imitar a Inglaterra y permitir el libre mercado. Pero antes de que Japón pudiese decidir en su política de mercado internacional, primero debía deshacerse de los Tratados desiguales impuestos por las potencias imperiales a mediados del siglo XIX.
La política industrial resultante contaba con 5 componentes:
- 1.	Un rol activo del Estado en el desarrollo económico
- 2.	Importaciones de substitución para industrias que competirían con productos importados, siendo las más importantes algodón, hilos y tejidos.
- 3.	Adopción de tecnología occidental para incrementar la producción de productos sofisticados
- 4.	Exportación de productos artesanales, té y seda, pero también incrementar los productos de valor añadido.
- 5.	Evitar confiar en préstamos extranjeros

## Resultados
El primer punto nunca se llevó a cabo, ya que el gobierno carecía del capital para mantener una política industrial apropiada. Solo logró crear una única fábrica de telas de algodón. La excepción fue el sector militar y la industria defensiva, donde se gastaron grandes sumas, sobrepasando el 20% del presupuesto de inversión estatal.
Pese a todo, la política de imitar a occidente no alivió tensiones entre Japón y Europa. Fue más un signo de la aceptación japonesa de la realpolitik. El creciente interés de Japón en la industria y el comercio estaba destinado a combatir la influencia occidental, convirtiéndose en un país militar y económicamente poderoso que le permitiese convertirse en un actor protagonista del Imperialismo.
- Datos: Q707219